# Jane Vialle
Jane Vialle (1906 — 1953) foi uma ativista, jornalista e ativista pelos direitos das mulheres.

## Biografia
Jane Vialle nasceu em Ouesso, atualmente parte da República do Congo. Foi educada na França e tornou-se jornalista do Opera Mundi,  uma agência de notícias.
Vialle juntou-se à Resistência Francesa em 1940 e foi presa em 1943. Enviada para um campo de concentração e depois para uma prisão, escapou da prisão e mais tarde foi agraciada com a Medalha da Resistência por suas façanhas. Após a guerra, tornou-se parte da equipe editorial do jornal Combat. Em 1946, fundou um partido político, a Associação para a Evolução da África negra, que teve curta duração. Ainda em 1946, foi fundadora da Associação de Mulheres da União Francesa, sendo sua secretária-geral. Como tal, incentivou a criação de albergues para jovens mulheres da União Francesa que foram estudar na França.
Em 1947, Jane Vialle foi eleita como conseiller de la République française e depois senadora de Ubangi-Shari, atualmente parte da República Centro-Africana. Também fundou a Ubangian's Hope, uma associação cooperativa de trabalhadores. Em 1948, reelegeu-se senadora. Em 1949, foi nomeada para integrar o Comitê Ad Hoc das Nações Unidas sobre a Escravidão e Comércio de Escravos; como tal, visitou os Estados Unidos. Em 1951, foi aprovada para integrar a Associação Nacional para o Progresso de Pessoas de Cor. Seu mandato como senadora terminou em 1952, quando foi derrotada em sua candidatura à reeleição.
Em 1953, morreu em um acidente de avião; postumamente naquele ano recebeu a Ordem da Nação.

### Nota
- Este artigo foi inicialmente traduzido, total ou parcialmente, do artigo da Wikipédia em inglês cujo título é «Jane Vialle», especificamente desta versão.